# Radikalionen
| Bildung von Radikalionen durch Einelektronenübertragung (SET)                                         |
| Bildung eines Radikalanions durch Anlagerung eines Elektrons an ein neutrales Molekül A.              |
| Bildung eines Radikalkations durch Abspaltung (Entzug) eines Elektrons aus einem neutralen Molekül A. |

Radikalionen – auch Ionenradikale – ist eine Sammelbezeichnung für Moleküle, welche zugleich die Merkmale von Radikalen (ein „einsames“ Elektron) und von Ionen (die elektrische Ladung) besitzen. Man unterscheidet dabei zwischen:
- Radikalanionen und
- Radikalkationen.

Semichinone und Ketyle sind Beispiele für Radikalanionen, Wurstersche Salze eines für Radikalkationen.

## Herstellung
Radikalionen bilden sich bei der Einelektronenübertragung (single elektron transfer, SET) auf bzw. von neutralen Molekülen.